# Ilse Fehling
Ilse Fehling (Danzig-Langfuhr, 25 aprile 1896 – Monaco di Baviera, 25 febbraio 1982) è stata una costumista e scultrice tedesca associata al Bauhaus e ai film di propaganda nazista.

## Biografia
Nel 1919 si iscrisse alla scuola Reimann di Berlino, dove studiò arte e fashion design. Studiò inoltre alla Kunstgewerbeschule della medesima città.
Nel 1920 si iscrisse al Bauhaus di Weimar, dove si occupò di teatro. Qui incontrò alcuni artisti di spicco come Oskar Schlemmer, Paul Klee e Gertrud Grunow. A quegli anni risale la sua più nota invenzione, un palco rotante di burattini che brevettò in seguito.
Nel 1923 tornò a Berlino per lavorare come scultrice e scenografa, e nello stesso anno sposò Henry S. Witting. Nel 1928 la coppia ebbe una figlia di nome Gaby e l'anno dopo divorziò.
Fehling ricevette il Premio Roma dall'Accademia delle arti di Prussia nel 1932, grazie al quale ricevette una borsa di studio per recarsi a Roma. Negli anni successivi le sue opere iniziarono ad orientarsi verso il cubismo.
In seguito all'ascesa al potere dei nazisti, l'opera di Fehling fu giudicata degenerata e la sua mostra fu bandita. Gran parte del suo lavoro andò perduto a causa dei bombardamenti e delle confische durante la seconda guerra mondiale.
Ilse Fehling lavorò come costumista per numerosi film di propaganda nazista, tra cui Ingratitudine.